# 塞拉 (埃罗省)
塞拉（法語：Ceyras）是法国埃罗省的一个市镇，属于洛代夫区（Lodève）克莱蒙耶罗尔县（Clermont-l'Hérault）。该市镇总面积6.96平方公里，2009年时的人口为1065人。

## 人口
塞拉人口变化图示